# 門馬和夫
門馬 和夫（もんま かずお、1954年（昭和29年）3月13日 - ）は、日本の政治家。福島県南相馬市長（2期）。元南相馬市議会議員（1期）。

## 来歴
福島県南相馬市原町区上北高平生まれ。1978年（昭和53年）3月、東北大学工学部卒業。同年4月、原町市役所に入所。
2006年（平成18年）1月1日、原町市・相馬郡小高町・鹿島町が合併。南相馬市が誕生する。南相馬市経済部長、南相馬市立総合病院事務部長。2014年（平成26年）、南相馬市役所を退職。
2014年（平成26年）11月の南相馬市議会議員選挙に立候補し初当選。
2017年（平成29年）11月24日、任期満了に伴う南相馬市長選挙に立候補する意向を表明した。2018年（平成30年）1月9日、市議を辞職。同年1月21日に行われた市長選で現職の桜井勝延を201票差で破り初当選を果たした。1月29日、市長就任。選挙の結果は以下のとおり。
※当日有権者数：52,933人 最終投票率：62.39%（前回比：-0.43pts）
| 候補者名 | 年齢 | 所属党派 | 新旧別 | 得票数   | 得票率 | 推薦・支持 |
| -------- | ---- | -------- | ------ | -------- | ------ | ---------- |
| 門馬和夫 | 63   | 無所属   | 新     | 16,494票 | 50.31% |            |
| 桜井勝延 | 62   | 無所属   | 現     | 16,293票 | 49.69% |            |

2022年（令和4年）1月13日、南相馬市長選挙が告示され、門馬と元市長の桜井の2人が立候補。1月19日午前、門馬の選挙事務所のスタッフ1人の感染が確認された。門馬は午前8時30分から市役所で開かれた市新型コロナ対策本部会議に臨み、その後、選挙カーで市内を遊説。スタッフが感染したことを受け、PCR検査を実施し陽性と判明した。陽性判明後は自宅待機のち入院。門馬が乗る市の公用車の運転者は濃厚接触者として自宅待機となった。
残りの選挙期間は運動員のみでの活動に制限されたが1月23日の投開票の結果、桜井を968票差で下し再選を果たした。
※当日有権者数：50,972人 最終投票率：63.75%（前回比：+1.36pts）
| 候補者名 | 年齢 | 所属党派 | 新旧別 | 得票数   | 得票率 | 推薦・支持 |
| -------- | ---- | -------- | ------ | -------- | ------ | ---------- |
| 門馬和夫 | 67   | 無所属   | 現     | 16,593票 | 51.50% |            |
| 桜井勝延 | 66   | 無所属   | 元     | 15,625票 | 48.50% |            |